# 霹雳三
霹雳三（θ Psc / 双鱼座θ）是双鱼座的一颗光谱型为K1III的巨星，距离地球约159光年。它是一颗橙红星，表面温度约3,500到5,000开，低于太阳表面温度，但是却更亮。